# Iglesia de San Esteban (Entrammes)
La iglesia de San Esteban es un templo católico ubicado en la comuna francesa de Entrammes (Mayenne, Francia).

## Historia y estilo
Se piensa que la primera iglesia paleocristiana fue construida en el siglo VII, sobre las ruinas de las termas galorromanas, descubiertas en 1987. El actual estilo predominante en el edificio es gótico.
De la antigua iglesia, resta solamente una escalera que lleva al presbiterio y la base del púlpito.

## Galería

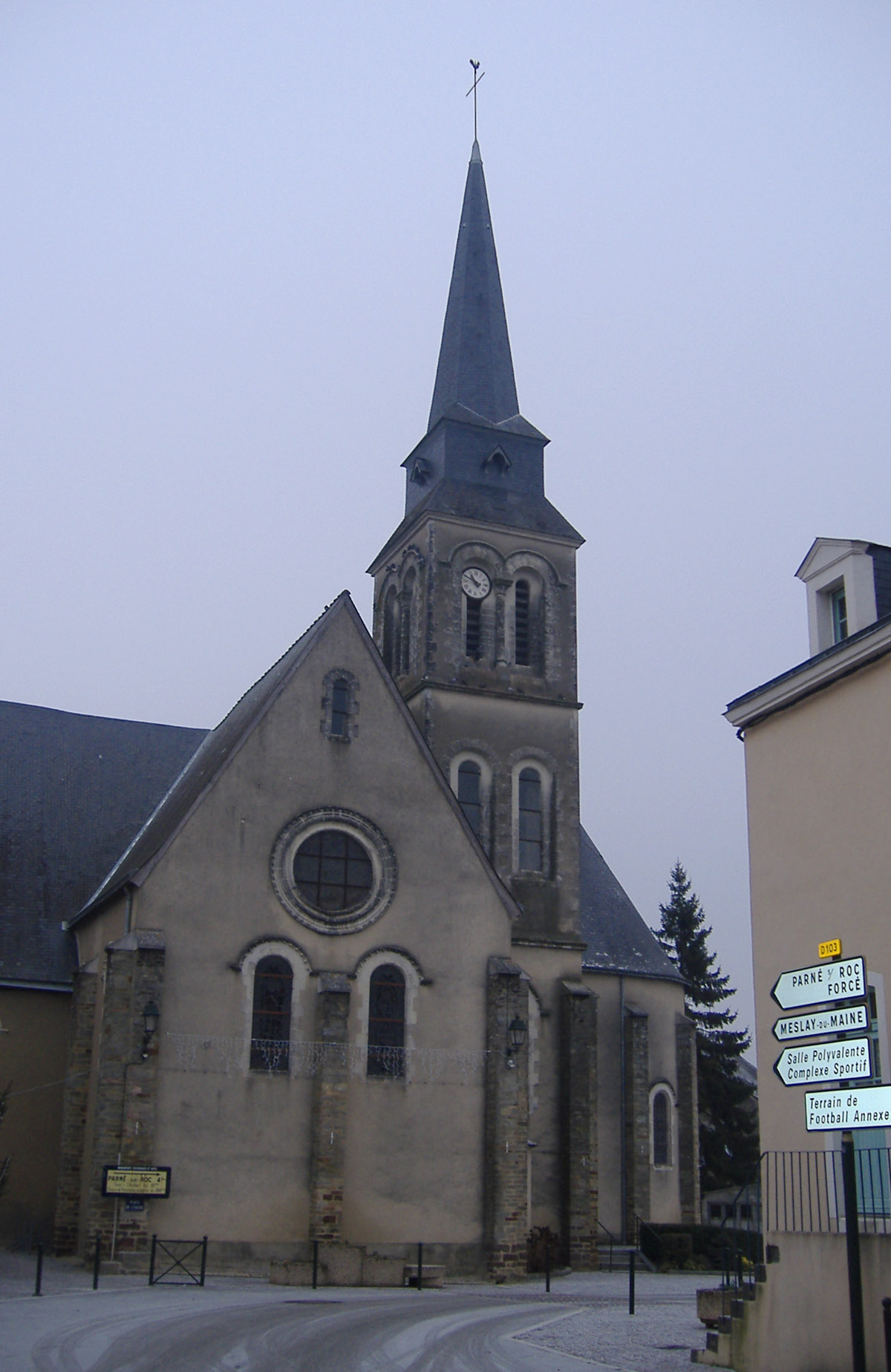
La iglesia en invierno.